# Julodis vansoni
Julodis vansoni es una especie de escarabajo del género Julodis, familia Buprestidae. Fue descrita científicamente por Obenberger en 1936.